# Милан Станкович
Милан Станкович (на сръбски: Милан Станковић или Milan Stanković) е сръбски певец.

## Биография
Роден е на 9 септември 1987 г. в Обреновац, Сърбия. Завършил е медицинското училище в гр. Земун, специалност „Медицински техник“.
Започва кариерата си в реалити програмата Zvezde Granda и завършва 4-ти. В шоуто, в което изгрява, „Звезде Гранда“ се класира на почетното 3-то място.
Представя Сърбия на Евровизия 2010 в Осло с песента на Горан Брегович Ovo je Balkan („Това са Балканите“).
Милан има издаден албум „Соло“. Въпреки че към албума има само 1 клип, хитове стават песните „Соло“, „Непоправимо“, „Все още“, „Хайде, води ме вкъщи“ и „Това е приказка за нас“.

## Дискография

### Студийни албуми
- Solo (2009)

- Други песни

1. Ovo je Balkan (2010)
2. Balkañeros (2010)
3. Perje (2011)
4. Mama (2012)
5. Od Mene Se Odvikavaj (2014)
6. Luda Ženo (2014)